# Björn Schullström
Björn Schullström (9 december 1930 - Nora, 5 juni 2018) was een Zweeds sportbestuurder.

## Levensloop
Schullström werd in 1974 aangesteld als voorzitter van het 'bewegend doelcomité' bij de Union Internationale de Tir (UIT). In 1980 werd hij verkozen als vice-voorzitter van deze organisatie, een functie die hij uitoefende tot 1994. In 1985 werd hij daarnaast aangesteld als vice-voorzitter van de European Shooting Confederation (ESC). In 1989 volgde hij  de Roemeen Gavrilă Barani op aan het hoofd van de ESC, een positie die hij behield tot 1993. Hij werd opgevolgd als voorzitter door de Italiaan Gianpiero Armani.